# پیر بولانژه
پیر بولانژه (فرانسوی: Pierre Boulanger‎؛ زادهٔ ۸ اوت ۱۹۸۷) بازیگر سینما، بازیگر تئاتر، و بازیگر تلویزیون اهل فرانسه است.
از فیلم‌ها یا برنامه‌های تلویزیونی که وی در آن نقش داشته‌است می‌توان به مونته کارلو اشاره کرد.